# Megumi Hirose
Megumi Hirose (広瀬めぐみ, Hirose Megumi), née le 27 juin 1966, est une femme politique japonaise, représentant la préfecture d'Iwate à la Chambre des conseillers du Japon pour le Parti libéral-démocrate japonais.

## Jeunesse et carrière pré-électorale
Hirose naît le 27 juin 1966 à Morioka, dans la préfecture d'Iwate. Son père décède alors qu'elle a 11 ans, et elle grandit ainsi dans une famille monoparentale. Elle fréquente le lycée de Morioka (en), puis le département d'anglais de l'Université Sophia. Elle passe les examens du barreau à l'âge de 27 ans, dans le but de devenir avocate, après avoir aidé sa famille dans la gestion de l'hôtel familial situé à Morioka.

## Carrière électorale
Hirose se présente aux élections à la Chambre des conseillers du Japon de 2022, sous l'investiture du Parti libéral-démocrate japonais pour la préfecture d'Iwate. Elle oriente principalement sa campagne autour de la revitalisation régionale, après les tremblements de terre ayant touché les régions de l'est.
Elle arrive en tête du scrutin lors des élections, et fait ainsi son entrée à la chambre des conseillers. Elle devient la première femme à représenter la circonscription à la Diète, ainsi que le premier membre du PLD depuis trente ans,. Elle rejoint la faction Shikōkai du PLD en 2023.
Le 15 août 2024, Megumi Hirose démissionne de la Chambre des conseillers.

## Prises de positions
Hirose, dans sa carrière d'avocate et de députée, s'est concentrée sur les questions liées aux femmes et à l'enfance, afin de promouvoir la création d'un environnement dans lequel il est facile pour les femmes de travailler et d'élever des enfants.
Hirose est favorable à une réforme de la constitution japonaise, qui empêche en théorie le pays de posséder une armée. Sur le point de vue international, Hirose déclare également que le gouvernement sud-coréen devrait faire des concessions sur la questions des femmes de réconfort, et que les sanctions appliquées par le Japon sur la Russie en réponse à l'invasion de l'Ukraine sont appropriées.
D'un point de vue économique, elle est favorable à la politique des Abenomics et à l'inclusion du Japon dans l'accord de partenariat transpacifique. Elle s'oppose à l'augmentation de la taxation des plus riches. Elle désire maintenir l'énergie nucléaire dans le mix énergétique japonais.
D'un point de vue sociétal, Hirose s'oppose fortement au mariage homosexuel. Elle s'oppose également à la possibilité qu'une femme devienne impératrice du Japon, ou même qu'elle reste dans la famille impériale après le mariage. Dans la même veine, elle s'oppose à l'introduction de quotas de femmes dans la vie politique japonaise.

## Controverses
Hirose est accusée de liens avec la secte Moon, notamment avec la succursale de sa ville natale de Morioka, où elle salue régulièrement le responsable local.
En août 2023, elle effectue un voyage à Paris dans le cadre d'une session de formation organisée en France par le Bureau des femmes du PLD sur les mesures visant à lutter contre la baisse du taux de natalité. Elle apparait à cette occasion sur une photo postée par sa collègue conseillère Rui Matsukawa devant la Tour Eiffel, ce qui déclenche une polémique au Japon,. De nombreuses critiques sont alors formulées, notamment sur l'impression de vacances donnée par cette photo, et non de voyage d'affaires. Ce voyage en France est à l'origine d'un des mots clefs de l’année 2023 au Japon: les sœurs de la Tour Eiffel (エッフェル姉さん).
La presse japonaise dévoile également sa relation extra-conjugale avec un saxophoniste canadien, ces derniers ayant été surpris dans un love-hotel de Kabukichō, ainsi qu'au restaurant. Elle s'excuse publiquement le 29 février 2024, regrettant « d'avoir perdu la confiance de ceux qui [la] soutiennent, ainsi que d'avoir trahi la confiance de [sa] famille et de leur avoir causé de la douleur ». Elle annonce également souhaiter travailler encore plus dur pour regagner la confiance de ses électeurs.
En juillet 2024, le bureau et le domicile de Megumi Hirose sont perquisitionnés par la police de Tokyo dans le cadre d'un soupçon de détournement de fonds publics pour l'emploi fictif d'une secrétaire. Au moment de sa démission, Megumi Hirose reconnaît les faits dans un communiqué à la presse. En mars 2025, elle est condamnée par le tribunal de Tokyo à 2 ans et six mois de prison, avec sursis, pour détournement de fonds publics.

## Vie privée
Elle rencontre son mari au lycée ; il est lui aussi avocat. Ils ont un fils et une fille. 
Hirose indique qu'après chaque journée difficile, elle profite d'un yakiniku en famille près de sa maison d'enfance.